# Elecciones generales de Costa Rica de 1940
Las elecciones presidenciales de Costa Rica de 1940 se realizaron el 11 de febrero de 1940 resultando ganador el candidato del Partido Republicano Nacional, el médico Rafael Ángel Calderón Guardia, por sobre su futuro aliado el abogado Manuel Mora Valverde del Partido Comunista Costarricense.
Desde 1938 había empezado a gestarse en las filas del Partido Republicano dos tendencias, una que giraba en torno al popular expresidente Ricardo Jiménez Oreamuno y otra en torno al joven médico y político carismático Rafael Ángel Calderón Guardia. Sin embargo Jiménez, ya un anciano, iría gradualmente dejando el poder y la influencia y el jimenismo perdió terreno ante el calderonismo, que además tiene pleno respaldo del gobierno presidido por León Cortés Castro y que presiona para que Jiménez no participe.
Para impedir un triunfo del calderonismo se intenta una coalición entre el Partido Comunista, una facción del jimenismo y el socialdemócrata Confraternidad Guanacasteca a la que se le llama Alianza Democrática Nacional, sin embargo cuando Jiménez declina ser candidato ésta se rompe por lo que los partidos que la integran van por separado.
En Convención Nacional Republicana se selecciona a Calderón como candidato presidencial y vence en los comicios.
Su partido obtiene un porcentaje similar de votos parlamentarios consolidándose con el Congreso.

## Resultados

### Presidente
| Candidato      | Candidato                     | Partido                        | Votos   | %    |
| -------------- | ----------------------------- | ------------------------------ | ------- | ---- |
|                | Rafael Ángel Calderón Guardia | Partido Republicano Nacional   | 92,849  | 84.5 |
|                | Manuel Mora                   | Bloque de Obreros y Campesinos | 10,825  | 9.8  |
|                | Virgilio Salazar Leiva        | Confraternidad Guanacasteca    | 6,242   | 5.7  |
| Nulos          | Nulos                         | Nulos                          | 2,643   | -    |
| Total          | Total                         | Total                          | 112,559 | 100  |
| Fuente: Nohlen |                               |                                |         |      |

| \| Voto \| Voto \| Voto \| Voto \| Voto \| \| -------- \| -------- \| ---- \| ------ \| ------ \| \| \| \| \| \| \| \| Calderón \| Calderón \| \| 84.5 % \| 84.5 % \| \| Mora \| Mora \| \| 9.8 % \| 9.8 % \| \| Salazar \| Salazar \| \| 5.7 % \| 5.7 % \| |          |  |        |        |
| Voto |          |  |        |        |
| |          |  |        |        |
| Calderón | Calderón |  | 84.5 % | 84.5 % |
| Mora | Mora     |  | 9.8 %  | 9.8 %  |
| Salazar | Salazar  |  | 5.7 %  | 5.7 %  |